# Eugen Leipner
Eugen Leipner (* 10. August 1956) ist ein deutscher Langstrecken- und Ultraläufer.
Seine Marathonbestzeit von 2:24:37 h lief Leipner 1988 als Sieger des Gießener Stadtmarathons. Er gewann den Twistesee-Adventsmarathon 1990 mit einer Zeit von 2:38:27 h und wurde beim Kassel-Marathon 1993 in 2:40:30 h Zweiter hinter Horst Gruber, ebenfalls wie Eugen Leipner aus Marburg kommend. Erstmals bei Deutschen Ultramarathon-Meisterschaften startete er 1995, als er im April in Rodenbach über 50 km mit 3:08:47 h den 11. Platz belegte, in Pfalzgrafenweiler über 100 km mit 7:20:21 h den 4. Platz erreichte sowie im September in Bobingen im 24-Stunden-Lauf mit 229,233 km DM-Zweiter hinter Michael Maier wurde. 1996 gewann er mit dem Fidelitas-Nachtlauf (80 km, 5:55:01 h) in und um Karlsruhe seinen ersten Ultralauf. Außerdem nahm Eugen Leipner am Spartathlon (245,3 km, 30:57:00 h) teil, wo er in der Gesamtwertung den 12. Platz erreichte, sowie an der 100-km-DM in Rodenbach, bei der in 7:39:33 h ebenfalls Zwölfter wurde.
Es folgte für die 24-Stunden-Lauf-Europameisterschaften 1997 in Basel (CHE) erstmals die Berufung in die deutsche Nationalmannschaft, wo Eugen Leipner mit 213,452 gelaufenen Kilometern insgesamt den 16. Platz belegte. Seinen Sieg vom Fidelitas-Nachtlauf konnte er im selben Jahr nicht verteidigen, mit einer leicht langsameren Laufzeit von 6:03:23 h für die 80 km wurde er mit 25 Minuten Rückstand Zweiter hinter Rainer Müller. Im Juni 1998 wurde er in Scharnebeck Deutscher Meister im 24-Stunden-Lauf mit 234,206 gelaufenen Kilometern, enttäuschend verlief dagegen die 24-Stunden-Lauf-EM 1998 in Marquette-lez-Lille (FRA) mit nur 115,113 km und einem 100. Platz in der Gesamtwertung.
1999 startete Eugen Leipner sowohl im April bei der 100-km-DM in Troisdorf, bei der er mit 7:34:27 h Elfter wurde, als auch im Mai bei der 24-h-DM in Basel, wo er 175,876 km erlief, was für einen 34. Platz im Gesamteinlauf reichte. Bei den 24-Stunden-Lauf-Europameisterschaften 2001 in Apeldoorn (NLD) erreichte er 172,535 km und insgesamt einen 65. Platz. Noch einmal aufs Podest lief Eugen Leipner bei den Deutschen Meisterschaften im 24-Stunden-Lauf 2003 in Scharnebeck, als 218,357 km für einen dritten Platz reichten. In der Besetzung Sigurd Dutz, Harald Bajohr und Eugen Leipner wurde er zugleich Deutscher Mannschaftsmeister. Seine letzte DM-Teilnahme war bei der 100-km-DM 2006 in Rodenbach (8:44:58 h, 59. Platz).
Eugen Leipner ist seit Erstaustragung Cheforganisator des Marburger Nachtmarathons und von Beruf Gastwirt in Marburg.